# 막스 다우텐다이

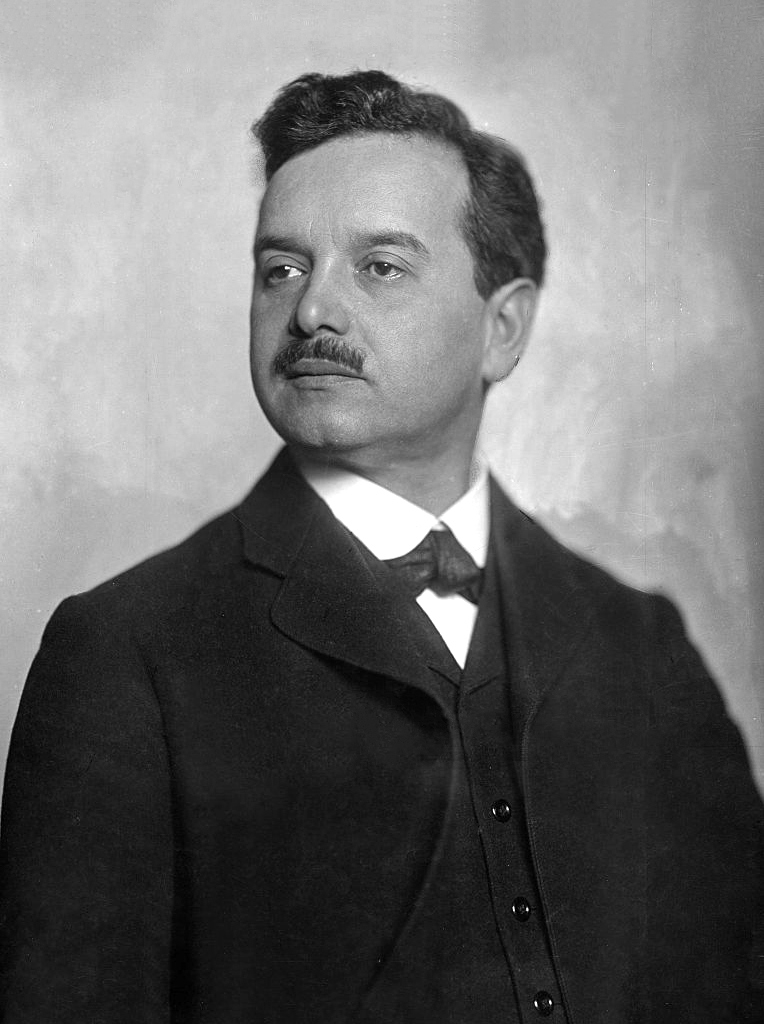
1910년 경

막스 다우텐다이(Max Dauthendey, 1867년 7월 25일 ~ 1918년 8월 29일)는 독일의 시인이다.
뷔르츠부르크에서 출생하여 당초에는 화가가 되려 하였을 정도로 색채와 음향에 뛰어난 천분을 나타내었으나 23세경부터 시작(詩作)을 시작하여 유럽은 물론 세계 각처를 주유(周遊)하면서 낭만적인 이국정조(異國情調)를 시 속에 표현하였다. 그 후 제1차 세계대전 중에 여행지인 자바에 억류되어 쓸쓸히 객사하였다.